# Silibinina
La silibinina, nota anche come silibina, è un composto appartenente alla famiglia dei flavonolignani. È il principale componente attivo della silimarina, un estratto standardizzato di acheni di cardo mariano, contenente una miscela di flavonolignani tra cui silibinina, isosilibinina, silicristina e silidianina. La stessa silibinina è una miscela di due diastereoisomeri, silibinina A e silibinina B in rapporto circa equimolare.

## Usi medici
La silibinina è disponibile come farmaco (Legalon o Silliver) in diversi paesi europei e trova utilizzo nel trattamento delle epatopatie tossiche (es. per via endovenosa in caso di avvelenamento da Amanita phalloides).
Trova inoltre impiego come terapia adiuvante nelle epatopatie croniche e nella cirrosi epatica.
Nel 2011 la società farmaceutica Rottapharm/Madaus ha annunciato che al proprio farmaco Legalon SIL (Silibinina-C-2’,3-diidrogenosuccinato, sale disodico) è stata assegnata la qualifica di medicinale orfano da parte della Commissione Europea.